# British Racing Motors
A British Racing Motors, mais conhecida como BRM, foi uma equipa britânica de competições automobilísticas.
Disputou 2 corridas na temporada de 1951 da Fórmula 1, mas competiu apenas num GP, o da Grã-Bretanha. Voltou à categoria em 1954, e em 25 temporadas, teve como principais pilotos Graham Hill, Jackie Stewart, Maurice Trintignant, Pedro Rodríguez, Jo Siffert, Chris Amon, John Surtees, Jo Bonnier, Niki Lauda, Jean-Pierre Beltoise e Clay Regazzoni. Conquistou ainda um mundial de construtores e de pilotos com Graham Hill, ambos em 1962.
Nos últimos anos da equipa (1975 a 1977), o máximo que a BRM obteve foi um nono lugar no GP da Bélgica de 1975, com Bob Evans, e a última corrida em que obteve classificação foi na África do Sul (lembrado pelo acidente que matou Tom Pryce e um fiscal de pista, atropelado pelo britânico), com o australiano Larry Perkins.

## Campeões Mundiais
| Campeonatos | Pilotos     | Temporadas |
| ----------- | ----------- | ---------- |
| 1           | Graham Hill | 1962       |

## Vitórias por piloto

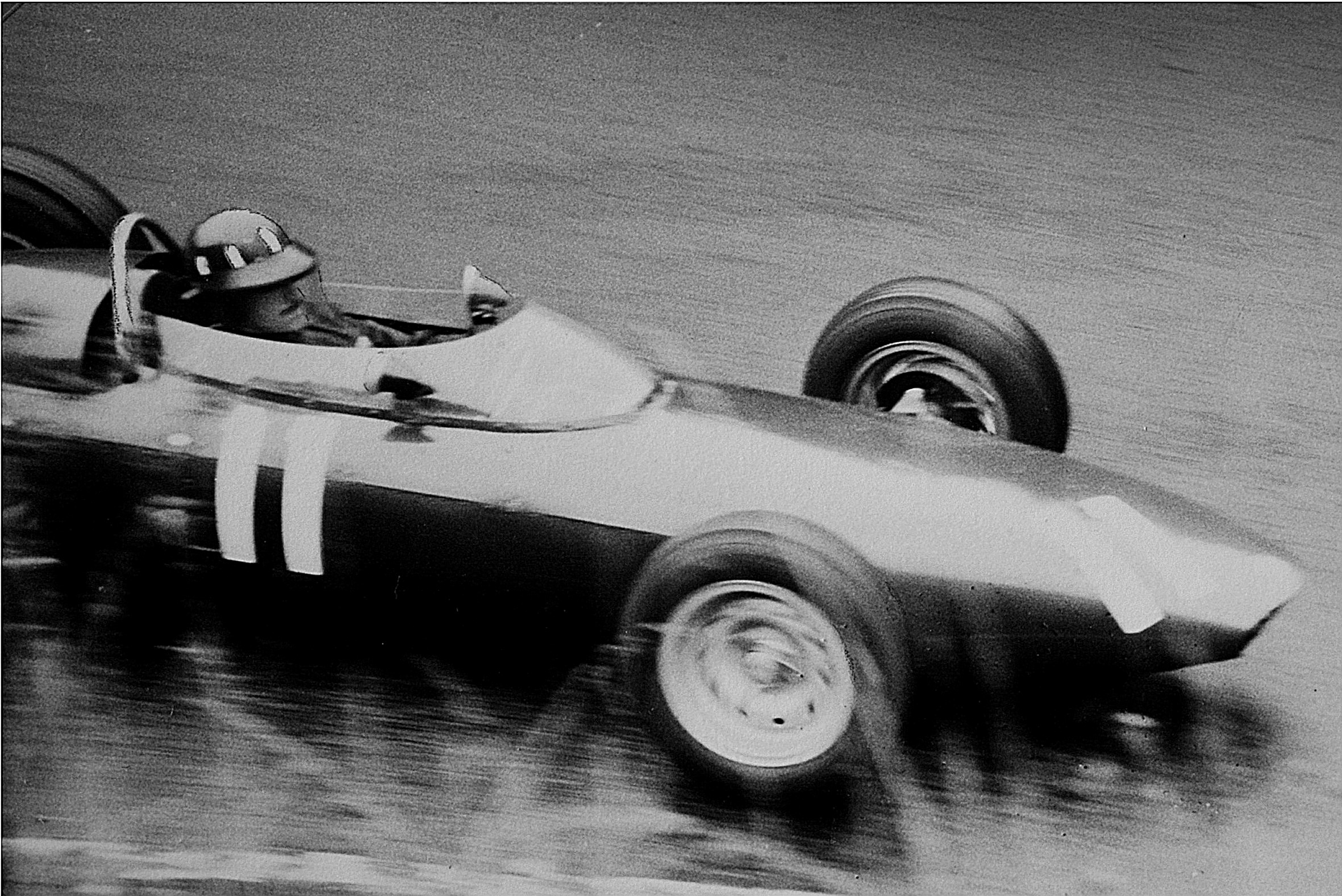
Graham Hill no circuito de Nürburgring pela BRM em 1962.

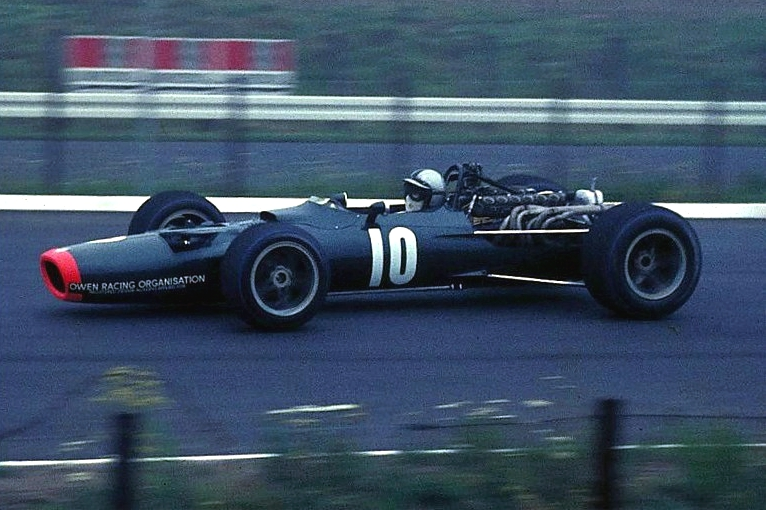
Pedro Rodrígues na BRM em 1968.

- Graham Hill: 10

- Jackie Stewart: 2

- Jo Bonnier: 1

- Jo Siffert: 1

- Pedro Rodríguez: 1

- Peter Gethin: 1

- Jean-Pierre Beltoise: 1